# Lumbrineris aberrans
Lumbrineris aberrans är en ringmaskart som beskrevs av Francis Day 1963. Lumbrineris aberrans ingår i släktet Lumbrineris och familjen Lumbrineridae. Inga underarter finns listade i Catalogue of Life.